# Bisdom Petrolina
Het bisdom Petrolina (Latijn: Dioecesis Petrolinensis) is een rooms-katholiek bisdom met als zetel Petrolina, in Brazilië. Het bisdom is suffragaan aan het aartsbisdom Olinda e Recife.

## Geschiedenis
Het bisdom werd opgericht op 30 november 1923, uit delen van het bisdom Pesqueira. 

## Parochies
Het bisdom had in 2021 een oppervlakte van 16.260 km2 en telde 439.000 inwoners waarvan 83,1% rooms-katholiek was.

## Bisschoppen
- Antônio Malan (3 januari 1924 - 28 oktober 1931)
- Idílio José Soares (16 september 1932 - 12 juni 1943)
- Avelar Brandão Vilela (13 juni 1946 - 5 november 1955)
- Antônio Campelo de Aragão (18 december 1956 - 6 februari 1975)
- Gerardo de Andrade Ponte (6 februari 1975 - 5 december 1983)
- Paulo Cardoso da Silva (30 november 1984 - 27 juli 2011)
- Manoel dos Reis de Farias (27 juli 2011 - 12 juli 2017)
- Francisco Canindé Palhano (3 januari 2018 - heden)

Olinda e Recife (aartsbisdom) · Afogados da Ingazeira · Caruaru · Floresta · Garanhuns · Nazaré · Palmares · Pesqueira · Petrolina · Salgueiro